# Raphé (diatomée)
Pour les articles homonymes, voir Raphé.
La raphé est une échancrure souvent composite se découpant le long du frustule des diatomées de l’ordre des Pennales. Elle s'étend le long de l'axe apical (ligne supérieures de l'exosquelette), au milieu du frustule ou parfois sur le côté. Elle met en communication le cytoplasme et le milieu extérieur et peut constituer un organe locomoteur, dotant les diatomées d'une vitesse de 20 µm/s, quoique toutes les diatomées ne soient pas mobiles,.